# Sollers (Unternehmen)
Sollers (bis 2008 SewerstalAwto, russisch Северсталь-Авто) ist ein russischer Automobilhersteller. Das Unternehmen wurde 2002 gegründet.
Im Frühjahr 2007 verkaufte der Mutterkonzern Sewerstal die Tochtergesellschaft SewerstalAwto für einen unbekannten Betrag an Wadim Schwezow. Daraufhin wurde die offene Aktiengesellschaft im Mai 2008 in Sollers umbenannt.
Sollers ist Eigentümer der Unternehmen Sollers Nabereschnyje Tschelny (ehemals ZMA) mit Sitz in Nabereschnyje Tschelny, Uljanowski awtomobilny sawod (UAZ) mit Sitz in Uljanowsk, Sawolschski motorny sawod (ZMZ), Sollers-Elabuga mit Sitz in Jelabuga und Sollers-Dalni Wostok. Sollers vermarktet Personenwagen unter den Marken UAZ und SsangYong sowie Lastkraftwagen unter der Marke Isuzu. Von 2007 bis 2015 war Sollers am Nutzfahrzeughersteller Sollers-Isuzu (heute Isuzu Rus) beteiligt.
Im Jahr 2008 setzte Sollers insgesamt 128.200 Fahrzeuge ab.
Am 29. Dezember 2009 eröffnete Sollers das erste Autowerk im Föderationskreis Ferner Osten (Wladiwostok). Das Unternehmen war an der Börse Moskau im RTS-Index gelistet.
Die Fertigung von Luxuslimousinen der Marke Aurus Senat erfolgt im Werk Jelabuga durch ein Joint-Venture mit Ford und ist seit März 2022 von Sanktionen infolge des Überfalls auf die Ukraine betroffen.